# Japan Transocean Air
Japan Transocean Air ou JTA é uma empresa fundada em 1967, do Japão.

## Frota

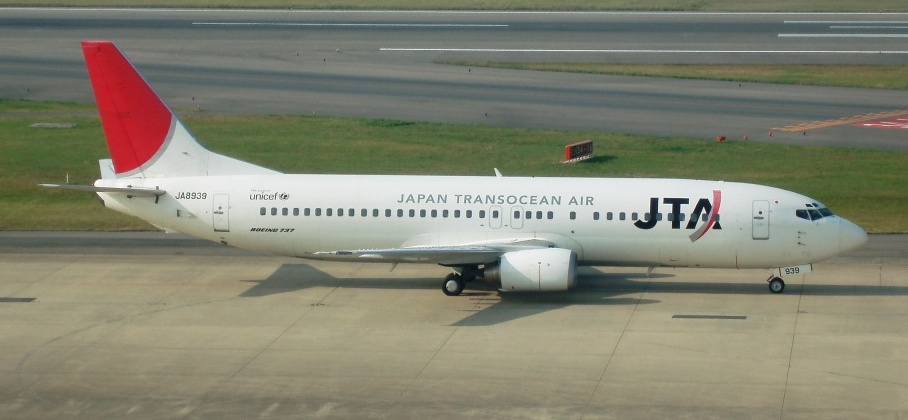
Boeing 737-400 da JTA.

Em agosto de 2017.
- 10 Boeing 737-400
- 4 Boeing 737-800